# Liste der Biografien/Lig
Liste der Biografien |
Portal Biografien |
Personensuche
# |
A |
B |
C |
D |
E |
F |
G |
H |
I |
J |
K |
L |
M |
N |
O |
P |
Q |
R |
S |
T |
U |
V |
W |
X |
Y |
Z |
?
 
La |
Lb |
Lc |
Le |
Lg |
Lh |
Li |
Lj |
Ll |
Lm |
Lo |
Lp |
Lt |
Lu |
Lv |
Lw |
Lx |
Ly |
Lz
 
Lia |
Lib |
Lic |
Lid |
Lie |
Lif |
Lig |
Lih |
Lii |
Lij |
Lik |
Lil |
Lim |
Lin |
Lio |
Lip |
Liq |
Lir |
Lis |
Lit |
Liu |
Liv |
Liw |
Lix |
Liy |
Liz
Die Liste der Biografien führt alle Personen auf, die in der deutschsprachigen Wikipedia einen Artikel haben. Dieses ist eine Teilliste mit 157 Einträgen von Personen, deren Namen mit den Buchstaben „Lig“ beginnt.

## Lig

### Liga
- Liga, William (1932–1986), fidschianischer Speerwerfer
- Ligabue (* 1960), italienischer Rockmusiker und AutorLigabue (* 1960)

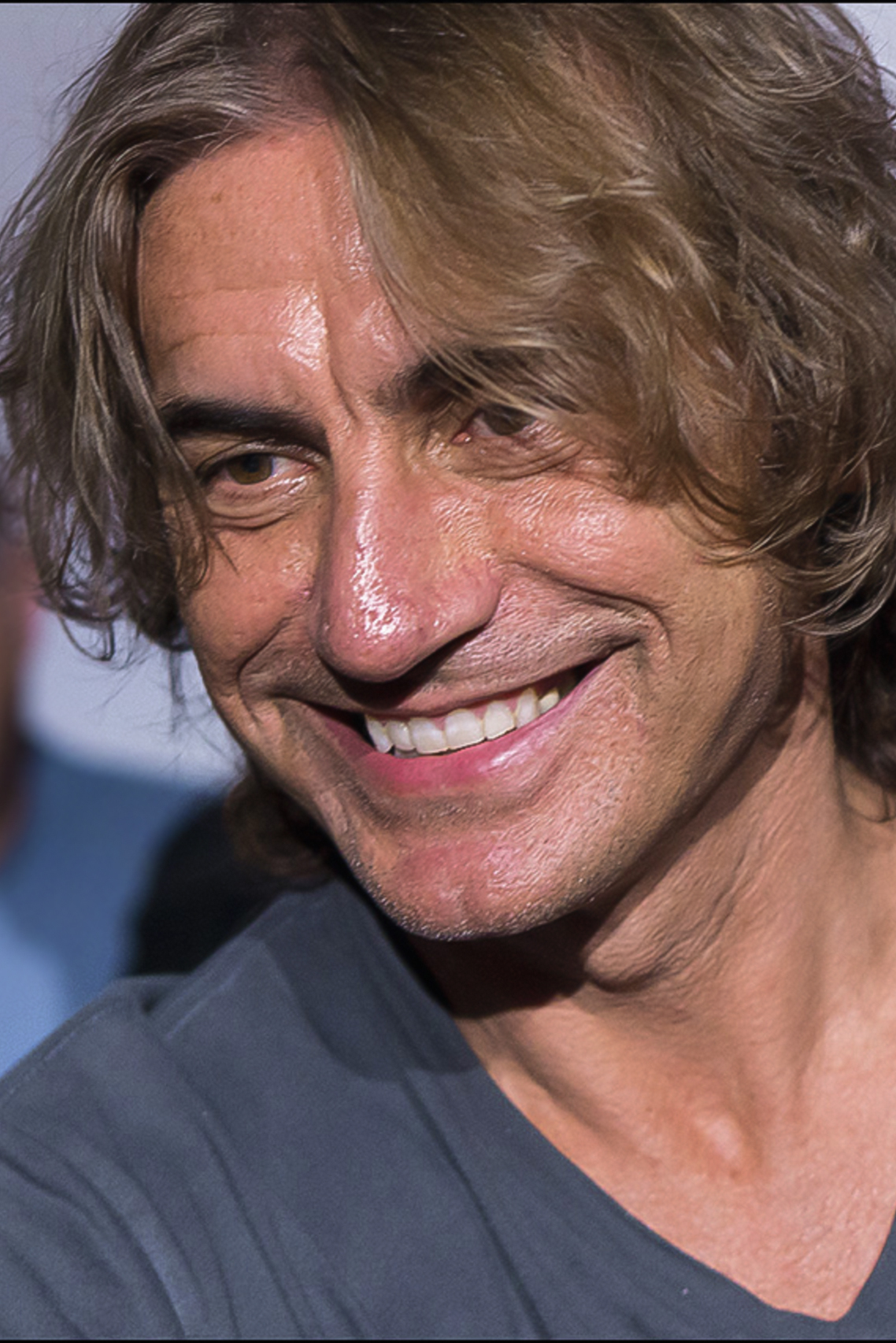
Ligabue (* 1960)

- Ligabue, Antonio (1899–1965), italienischer Künstler
- Ligabue, Ilva (1932–1998), italienische Opernsängerin (Sopran)
- Ligali, Jonathan (* 1991), französischer Fußballtorhüter
- Ligambi, Joseph (* 1939), italienisch-US-amerikanischer Mobster
- Ligarius, Johannes (1529–1596), lutherischer Theologe, Reformator und Konfessionalist
- Ligarius, Quintus, römischer Politiker der späten Republik
- Ligarska, Paulina (* 1996), polnische Siebenkämpferin
- Ligarzewski, Szymon (* 1974), polnischer Handballtorwart
- Ligatschow, Jegor Kusmitsch (1920–2021), sowjetischer Politiker

### Ligd
- Ligdan Khan (1592–1634), Khagan der Mongolen

### Lige
- Ligeard, Cynthia (* 1962), neukaledonische Politikerin
- Ligendza, Catarina (* 1937), schwedische Opernsängerin
- Ligendza, Peter (* 1943), deutscher Oboist und Dirigent
- Ligertwood, Alex (* 1946), schottischer Rockmusiker
- Ligerz, Franz Georg von (1672–1740), Hofrat des Fürstbischofs von Basel
- Ligerz, Johann Friedrich Konrad von (1706–1777), Fürstbischöflich Basler Landhofmeister
- Ligerz, Johann Heinrich Hermann von (1739–1817), Basler Domherr und Grossarchidiakon
- Ligerz, Petermann von (1558–1628), Neuenburger Staatsrat
- Ligerz, Vinzenz von (1534–1610), Neuenburger Staatsrat
- Ligeti, Antal (1823–1890), ungarischer Landschaftsmaler
- Ligeti, Dániel (* 1989), ungarischer Ringer
- Ligeti, Erika (1934–2004), ungarische Bildhauerin und Medailleurin
- Ligeti, György (1923–2006), österreichisch-ungarischer KomponistGyörgy Ligeti (1923–2006)

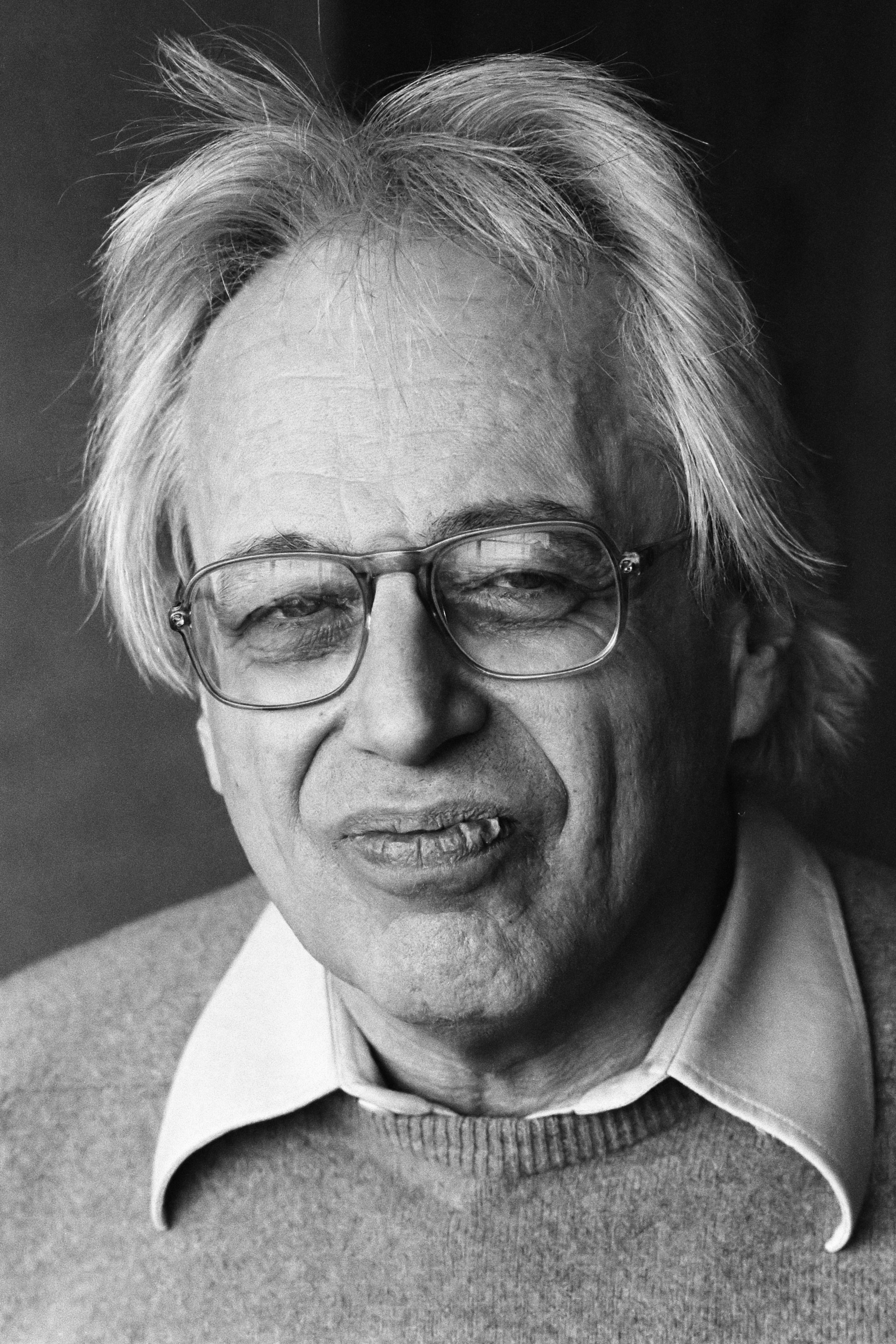
György Ligeti (1923–2006)

- Ligeti, Lukas (* 1965), österreichischer Komponist und Jazzmusiker
- Ligeti, Miklós (1871–1944), ungarischer Bildhauer
- Ligeti, Paul (1885–1941), ungarischer Architekt und Schriftsteller
- Ligeti, Vera (* 1930), ungarisch-österreichische Psychoanalytikerin
- Ligetvári, Patrik (* 1996), ungarischer Handballspieler
- Ligety, Ted (* 1984), US-amerikanischer Skirennläufer

### Ligg
- Liggan, Kelly (* 1979), irische Tennisspielerin
- Ligges, Fritz (1938–1996), deutscher Vielseitigkeits- und Springreiter
- Liggesmeyer, Peter (* 1963), deutscher Informatiker
- Liggett, Hunter (1857–1935), US-amerikanischer General
- Liggett, Phil (* 1943), englischer Sportjournalist und -kommentator sowie ehemaliger Radrennfahrer
- Liggett, Thomas M. (1944–2020), US-amerikanischer Mathematiker
- Liggett-Igelmund, Sonja (* 1974), deutsch-britische Hebamme, Königin des Dorfes Havé
- Liggins, DeAndre (* 1988), US-amerikanischer Basketballspieler
- Liggins, Graham (1926–2010), neuseeländischer Geburtshelfer und Physiologe
- Liggins, Jamalcolm (* 1996), US-amerikanischer American-Football-Spieler
- Liggins, Jimmy (1922–1983), US-amerikanischer R&B-Gitarrist, Sänger und Bandleader
- Liggins, Joe (1915–1987), US-amerikanischer Jazz- und Blues-Pianist
- Liggio, Leonard (1933–2014), US-amerikanischer Autor und Universitätsprofessor
- Liggio, Luciano (1925–1993), sizilianischer MafiosoLuciano Liggio (1925–1993)

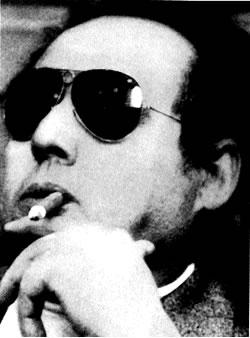
Luciano Liggio (1925–1993)

### Ligh
- Light, Alison (* 1955), britische Literaturkritikerin und Schriftstellerin
- Light, Allie (* 1935), US-amerikanische Autorin, Filmregisseurin, -produzentin und -editorin
- Light, Enoch (1905–1978), US-amerikanischer Musiker und Musikproduzent
- Light, John (* 1974), britischer Schauspieler
- Light, Judith (* 1949), US-amerikanische SchauspielerinJudith Light (* 1949)

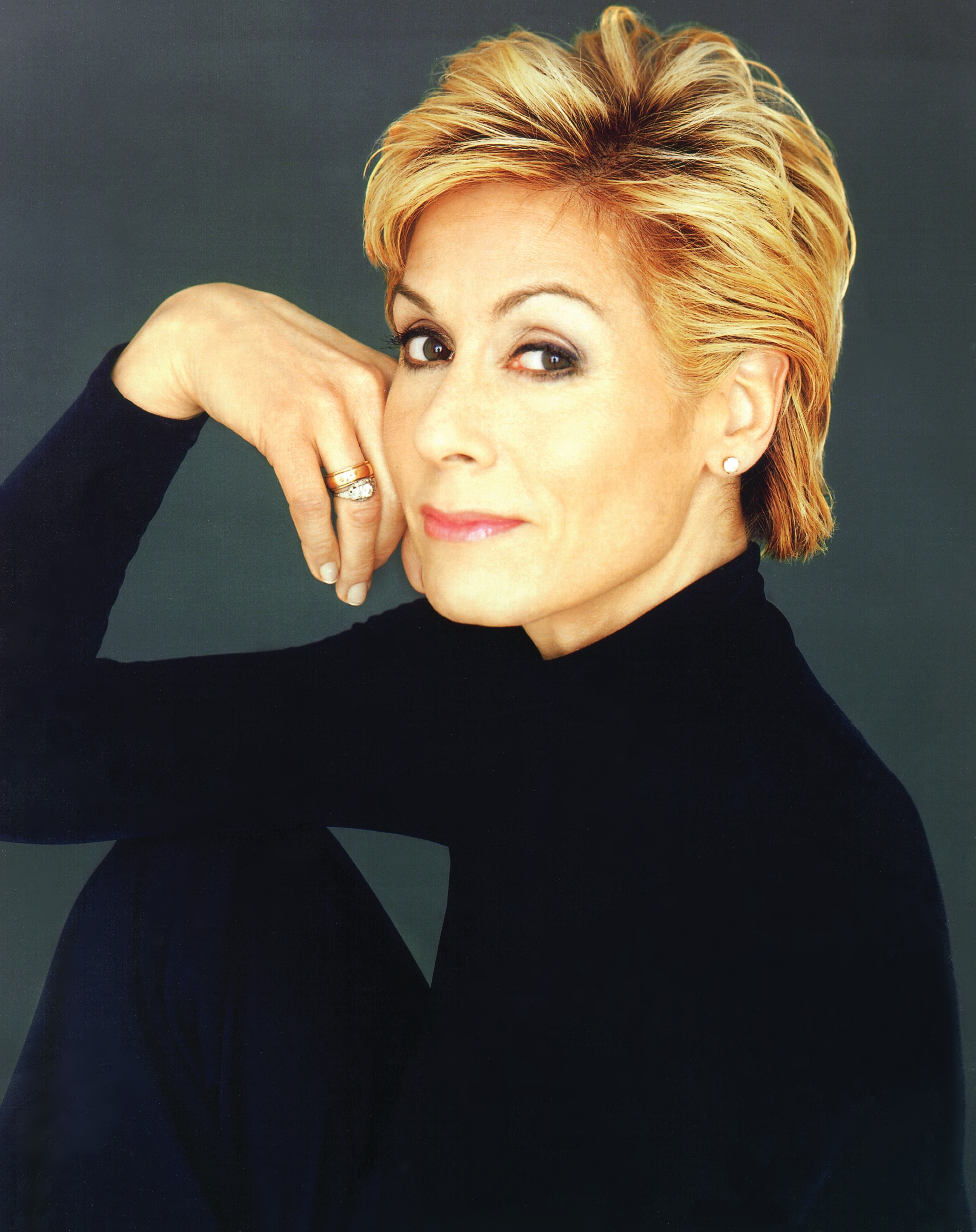
Judith Light (* 1949)

- Light, Kevin (* 1979), kanadischer Ruderer
- Light, Mark (1910–1975), US-amerikanischer Autorennfahrer
- Light, Matt (* 1978), US-amerikanischer Footballspieler
- Light, Robert (1911–1997), US-amerikanischer Filmschauspieler
- Light, William (1786–1839), britischer Offizier, Entdecker, Maler, General-Landvermesser von South Australia
- Light, Zuzana (* 1982), tschechische Fitnesssportlerin und Erotikdarstellerin
- Lightbody, Gary (* 1976), nordirischer Sänger
- Lightbody, James (1882–1953), US-amerikanischer Leichtathlet
- Lightbourne, Dorothy (* 1938), jamaikanische Politikerin (JLP)
- Lightbourne, Kyle (* 1968), bermudischer Fußballspieler und Cricketspieler
- Lightcap, Chris (* 1971), US-amerikanischer Jazz-Bassist und Bandleader
- Lightenvelt, Leonardus Antonius (1795–1873), niederländischer Richter und Staatsmann
- Lightfoot, kanadischer Lacrossespieler
- Lightfoot Boston, Henry (1898–1969), sierra-leonischer Generalgouverneur
- Lightfoot, Amanda (* 1987), britische Biathletin
- Lightfoot, Gordon (1938–2023), kanadischer Folk-MusikerGordon Lightfoot (1938–2023)

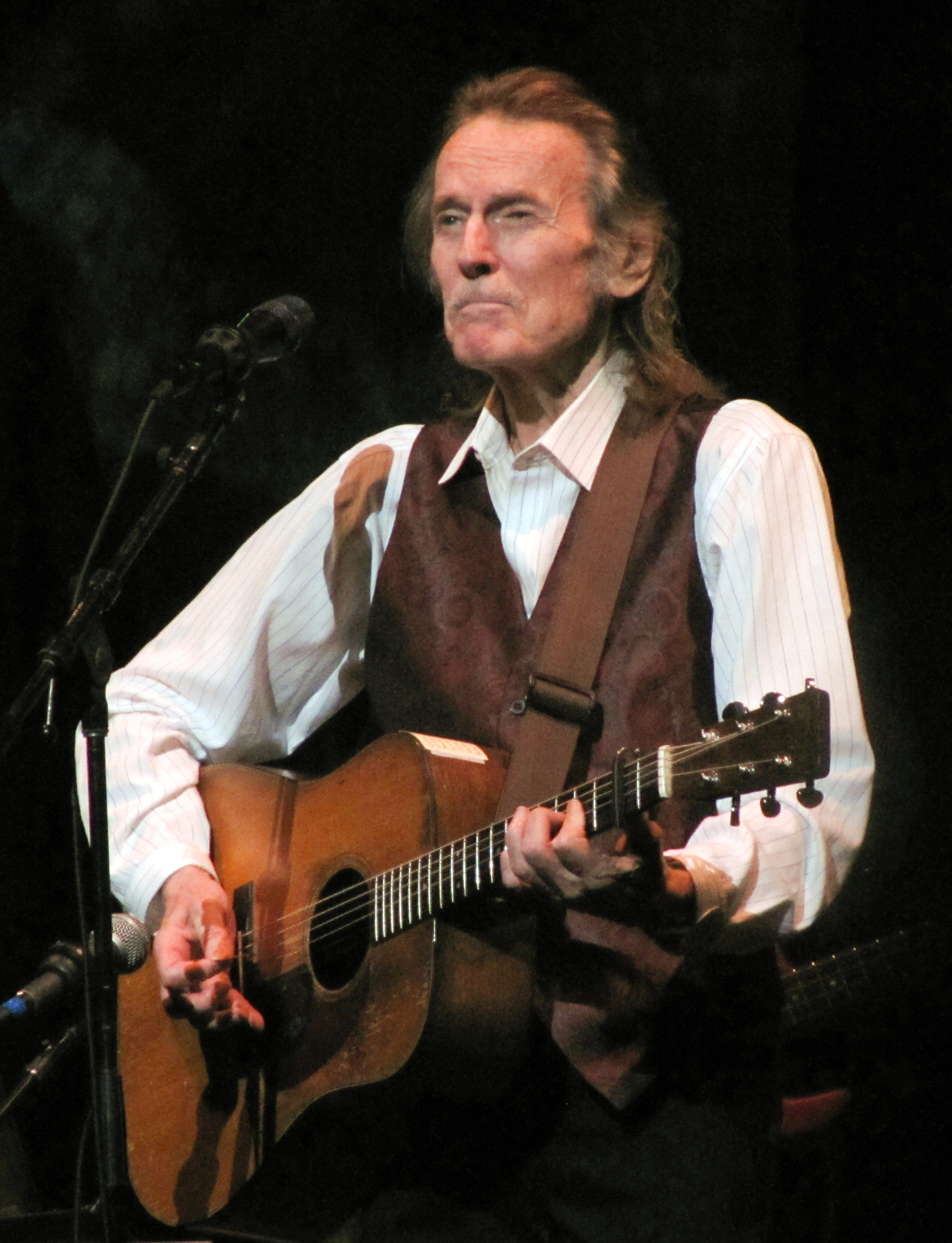
Gordon Lightfoot (1938–2023)

- Lightfoot, Hannah (* 1730), englische Quäckerin und legitime Ehefrau des Prinzen und späteren König Georg III.
- Lightfoot, Jim Ross (* 1938), US-amerikanischer Politiker
- Lightfoot, John (1602–1675), britischer Hebraist, Pfarrer und College-Rektor
- Lightfoot, John (1735–1788), britischer Geistlicher und Biologe
- Lightfoot, Joseph Barber (1828–1889), britischer Theologe und anglikanischer Bischof von Durham
- Lightfoot, KC (* 1999), US-amerikanischer Stabhochspringer
- Lightfoot, Lori (* 1962), amerikanische Juristin und Politikerin der Demokraten
- Lightfoot, Orlando (* 1974), US-amerikanischer Basketballspieler
- Lightfoot, Papa (1924–1971), US-amerikanischer Bluessänger und Mundharmonikaspieler
- Lightfoot, Ruby (* 2005), US-amerikanisches Model, Schauspielerin und Webvideoproduzentin
- Lightfoot, Terry (1935–2013), britischer Jazzmusiker
- Lightfoot-Klein, Hanny (* 1927), US-amerikanische Menschenrechtsaktivistin, Sexualwissenschaftlerin und Schriftstellerin
- Lightfoot-Leon, Saura (* 1998), britisch-niederländische Filmschauspielerin
- Lighthall, William Douw (1857–1954), kanadischer Lyriker und Schriftsteller
- Lighthill, Michael James (1924–1998), britischer Mathematiker
- Lighthill, Stephen, US-amerikanischer Kameramann
- Lighthizer, Robert (* 1947), US-amerikanischer Politiker, Handelsbeauftragter der Vereinigten Staaten
- Lightman, Alan (* 1948), US-amerikanischer Astrophysiker und Schriftsteller
- Lightman, Shaun (* 1943), britischer Geher
- Lightner, Candy (* 1946), US-amerikanische Gründerin und erste Präsidentin von Mothers Against Drunk Driving (MADD)
- Lightner, Clarence (1921–2002), erster schwarzer Bürgermeister Raleighs
- Lightner, Kai (* 1999), US-amerikanischer Sportkletterer
- Lightnin’ Slim (1913–1974), US-amerikanischer Blues-Musiker
- Lightning, Crystle (* 1981), kanadische Schauspielerin
- Lightoller, Charles (1874–1952), britischer Seemann und zweiter Offizier der TitanicCharles Lightoller (1874–1952)

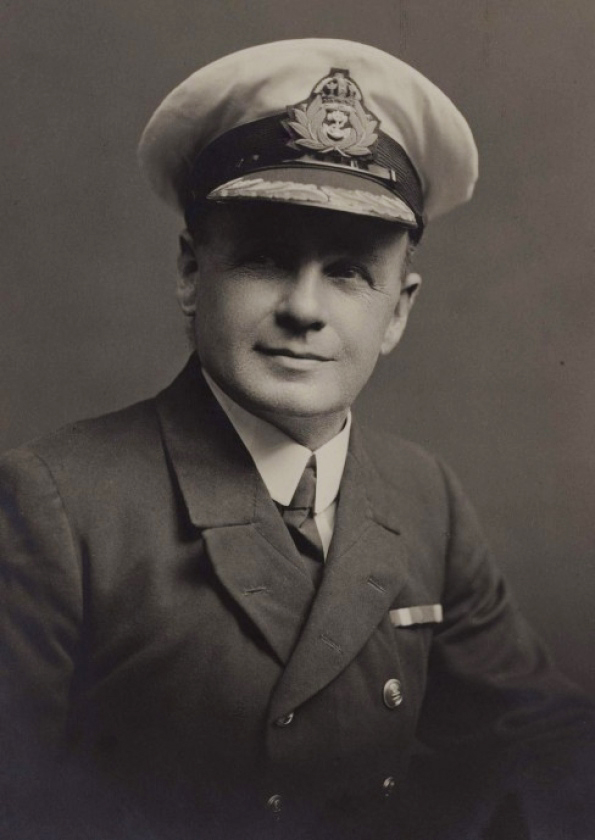
Charles Lightoller (1874–1952)

- Lighton, Louis D. (1895–1963), US-amerikanischer Drehbuchautor und Filmproduzent
- Lights (* 1987), kanadische Musikerin
- Lightsey, Kirk (* 1937), US-amerikanischer Jazzpianist und Komponist
- Lightwood, Simon, britischer Politiker (Labour Party)
- Lighty, David (* 1988), US-amerikanischer Basketballspieler

### Ligi
- Ligi Bussi, Antonio (1799–1862), italienischer Kurienerzbischof
- Ligi, Jürgen (* 1959), estnischer Politiker
- Ligi, Katre (* 1953), estnische Lyrikerin
- Ligier, Guy (1930–2015), französischer Automobilrennfahrer, Unternehmer, Automobilkonstrukteur und Rennstallbesitzer
- Ligier, Pierre-Mathieu (1796–1872), französischer Schauspieler
- Ligin, Walerian Nikolajewitsch (1846–1900), russischer Mathematiker und Bürgermeister Odessas

### Lign
- Lignano, Jérôme († 1588), italienischer Kartäuser
- Ligne, Charles-Joseph de (1735–1814), Offizier und Diplomat in österreichischen Diensten und SchriftstellerCharles-Joseph de Ligne (1735–1814)

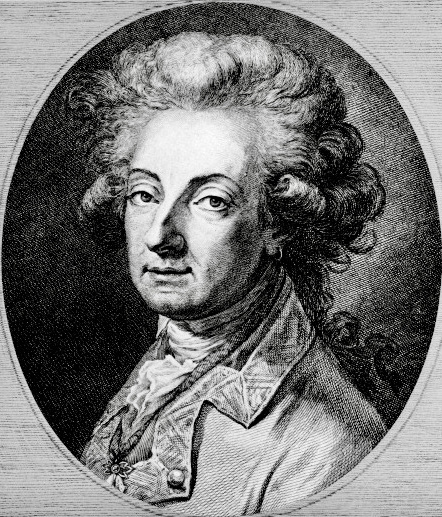
Charles-Joseph de Ligne (1735–1814)

- Ligne, Claudius von (1685–1766), kaiserlicher Generalfeldmarschall, 6. Fürst von Ligne
- Ligne, Ernestine von (1594–1668), Tochter des Fürsten Lamoral de Ligne und der Maria von Melun
- Ligne, Eugène de (1804–1880), belgischer Politiker
- Ligne, Eugène II. de (1893–1960), belgischer Diplomat
- Ligne, Johann von († 1568), Graf, später Reichsgraf, von Arenberg (1547–1568)
- Ligne, Karl von (1759–1792), österreichischer Oberst im Ingenieurkorps und Ritter des Maria-Theresia-Ordens
- Ligne, Michel de (* 1951), belgischer Fürst von Ligne, Ritter des Ordens vom Goldenen Vlies
- Ligneel, Yorunn (* 2003), belgische Hochspringerin
- Ligneth-Dahm, Oliver (* 1974), deutscher Schriftsteller
- Lignéville, Anne Marguerite de (1686–1772), französische Adlige und Hofdame
- Lignières, François Payot de (1626–1704), französischer Schriftsteller und Satiriker
- Lignitz, Viktor von (1841–1913), preußischer General der Infanterie
- Lignitz, Wilhelm (1793–1881), preußischer Generalmajor
- Ligniville Helvétius, Anne-Catherine de (1722–1800), französische Salonnière der Aufklärung
- Lignon, Henri (1884–1935), französischer Radrennfahrer
- Lignot, Myriam (* 1975), französische Synchronschwimmerin
- Ligny, Jean-Marc (* 1956), französischer Schriftsteller

### Ligo
- Ligocka, Roma (* 1938), polnische Kostümbildnerin, Autorin und MalerinRoma Ligocka (* 1938)

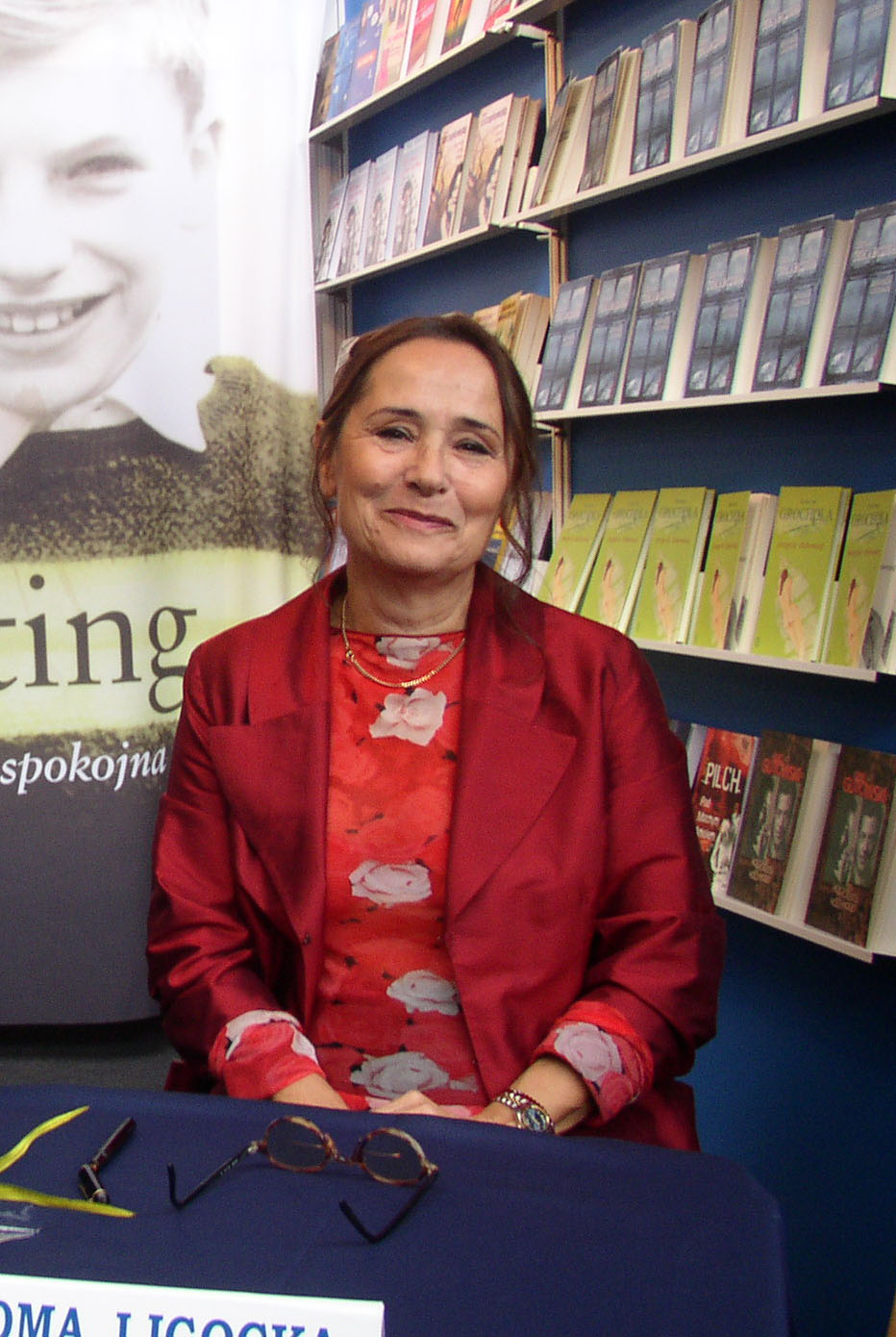
Roma Ligocka (* 1938)

- Ligocka-Andrzejewska, Paulina (* 1984), polnische Snowboarderin
- Ligocki, Mateusz (* 1982), polnischer Snowboarder
- Ligocki, Michał (* 1985), polnischer Snowboarder
- Ligon, Glenn (* 1960), US-amerikanischer Konzeptkünstler
- Ligon, Richard († 1662), britischer Schriftsteller, Verfasser eines historischen Werkes über Barbados, das er selbst bereist hat
- Ligon, Robert F. (1823–1901), US-amerikanischer Politiker
- Ligon, Thomas Watkins (1810–1881), US-amerikanischer Politiker, Gouverneur von Maryland
- Ligondé, François-Wolff (1928–2013), haitianischer Geistlicher, römisch-katholischer Bischof
- Ligonier, John, 1. Earl Ligonier (1680–1770), britischer Feldmarschall
- Ligonnet, Michel (* 1962), französischer Autorennfahrer
- Ligonnet, René (* 1936), französischer Autorennfahrer
- Ligorio i Ferrandiz, Daniel (* 1975), katalanischer klassischer Pianist und Musikpädagoge
- Ligorio, Pirro (1514–1583), italienischer Maler, Archäologe, Architekt und Gartenarchitekt des Manierismus
- Ligorio, Salvatore (* 1948), italienischer Geistlicher und katholischer Erzbischof von Potenza-Muro Lucano-Marsico Nuovo
- Ligot, Joseph (1860–1894), belgischer Soldat und Kolonialadministrator
- Ligotti, Thomas (* 1953), US-amerikanischer Schriftsteller
- Ligozzi, Jacopo (1547–1627), italienischer Maler

### Ligs
- Ligsalz, Andreas (1520–1564), deutscher Münchener Patrizier und Bankier
- Ligsalz, Mathias (* 1934), deutscher Autor

### Ligt
- Ligt, Bart de (1883–1938), Autor (Niederlande)
- Ligt, Matthijs de (* 1999), niederländischer Fußballspieler
- Ligt, Natalie de (* 1968), deutsche Kunsthistorikerin und Kuratorin
- Ligtelyn, Evert Jan (1893–1975), niederländischer Maler
- Ligteringen, Jikkemien (* 1974), niederländische bildende Künstlerin
- Ligthart, Pim (* 1988), niederländischer Radrennfahrer und Sportlicher Leiter
- Ligthart, Theo (* 1965), niederländischer Künstler, Regisseur, Publizist und Unternehmer
- Ligtlee, Elis (* 1994), niederländische Bahnradsportlerin
- Ligtlee, Sam (* 1997), niederländischer Radsportler

### Ligu
- Liguda, Alojzy (1898–1942), polnischer Ordenspriester, NS-Opfer, 1999 seliggesprochen
- Ligüera, Martín (* 1980), uruguayischer Fußballspieler
- Ligués y Bardají, Tomás de (1812–1883), spanischer Diplomat
- Liguori, Alfonso Maria de (1696–1787), italienischer Jurist, Bischof und Ordensgründer, der heiliggesprochen und zum Kirchenlehrer erhoben wurdeAlfonso Maria de Liguori (1696–1787)

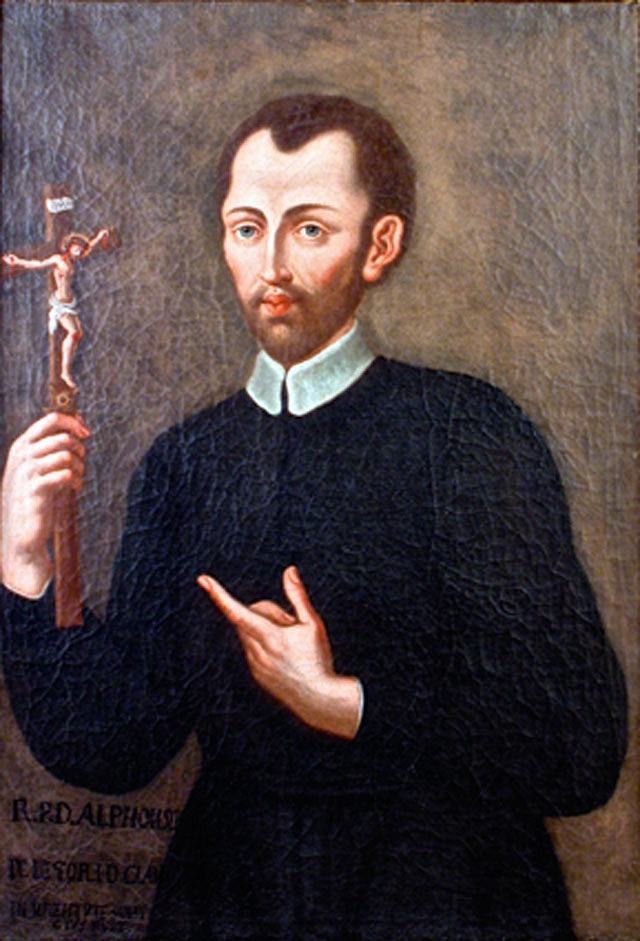
Alfonso Maria de Liguori (1696–1787)

- Liguori, Manuel (* 1980), deutscher Politiker (SPD), MdL
- Ligustinius Disertus, Gaius, römischer Centurio
- Ligustinus, Spurius, römischer Centurio